# Соединённые Штаты против Элизабет А. Холмс и других
Соединённые Шта́ты про́тив Эли́забет А. Холмс и други́х  (№ 18-CR-00258-EJD) —  федеральное уголовное дело США о мошенничестве против основателя ныне несуществующей корпорации Theranos Элизабет Холмс и её бывшего президента и главного операционного директора Рамеша Балвани. Утверждалось, что Холмс и Балвани использовали многомиллионные схемы мошенничества с применением электронных средств против инвесторов и пациентов. Дела Холмс и Балвани рассматривались раздельными судами присяжных.
Элизабет Холмс защищала команда из пяти человек от ведущей юридической фирмы Williams&Connolly, занимающейся судебными разбирательствами по уголовным делам. Дело началось 31 августа 2021 года, когда было выбрано жюри присяжных из жителей округа Санта-Клара. 3 января 2022 года присяжные вынесли раздельный вердикт: Холмс была признана виновной в уголовном мошенничестве по четырём пунктам обвинения. 18 ноября 2022 года приговорена к 11,25 годам лишения свободы (135 месяцев).
У Балвани были те же обвинения, что и у Холмс. 7 июля 2022 года Балвани был признан виновным по всем пунктам обвинения, ему грозит до 20 лет тюрьмы и миллионы долларов в качестве компенсации. В настоящее время он ожидает вынесения приговора, который ожидается в декабре 2022 года.

## История
Основанная Холмс в 2003 году, Theranos была компанией по анализу крови, которая, как утверждалось, произвела революцию в тестировании крови, разработав методы тестирования, которые могли использовать удивительно малые объёмы крови, например, из пальца. Кризис в Theranos начался в 2015 году, когда серия журналистских и нормативных расследований выявила сомнения в технологических заявлениях компании и впервые было высказано предположение, что Холмс ввела в заблуждение инвесторов и правительство. В 2018 году Комиссия по ценным бумагам и биржам США обвинила Theranos и Холмс в обмане инвесторов путём «массового мошенничества» посредством ложных или преувеличенных заявлений о точности технологии анализа крови компании. Холмс урегулировала обвинения, заплатив штраф в размере 500 000 долларов, вернув компании 18,9 миллиона акций, отказавшись от права голоса в Theranos и получив запрет работать в качестве должностного лица или директора любой публичной компании в течение десяти лет.
Балвани предъявлены те же обвинения, что и Холмс, он не признал себя виновным.

## До суда
15 июня 2018 года, после расследования прокуратуры США Северного округа Калифорнии в Сан-Франциско, которое длилось более двух лет, большое федеральное жюри предъявило обвинение Холмс и бывшему главному операционному директору и президенту Theranos Рамешу «Санни» Балвани, по девяти пунктам обвинения в мошенничестве с использованием электронных средств и двум пунктам обвинения в заговоре с целью совершения мошенничества с использованием электронных средств. Оба не признали себя виновными. Прокуратура утверждает, что Холмс и Балвани участвовали в двух преступных схемах: одна для обмана инвесторов, другая для обмана врачей и пациентов. После предъявления обвинения Холмс ушла с поста генерального директора Theranos, но осталась председателем совета директоров.
В июне 2019 года агентство Bloomberg News сообщило, что Холмс и Балвани изучают возможную стратегию защиты, заключающуюся в том, чтобы обвинить СМИ в крахе Theranos и заявить, что репортаж журналиста Джона Каррейру для The Wall Street Journal имел целью погоню за сенсацией и оказал ненадлежащее влияние на государственные регулирующие органы. Обнародованные позднее документы указывали на планы Холмс обвинить Балвани, которая «доминировал» над ней до такой степени, что она не могла принимать собственные решения. «Мисс Холмс планирует представить доказательства того, что мистер Балвани оскорблял её словесно и отказывался от «любви, если она вызывала у него недовольство»; контролировал, что она ела, как одевалась, сколько денег могла потратить, с кем могла общаться. – по существу доминируя над ней и уничтожая её способность принимать решения». Холмс также может готовить защиту «умственного дефекта», чтобы объяснить, почему над ней доминировал Балвани.
В октябре 2019 года The Mercury News сообщила, что Cooley LLP, команда юристов Холмс в коллективном гражданском деле, потребовала, чтобы суд разрешил им прекратить представлять её интересы, заявив, что она не платила им в течение года за услуги и что « учитывая нынешнее финансовое положение мисс Холмс, Cooley не ожидают, что мисс Холмс когда-либо оплатит их услуги в качестве её адвоката». В ноябре 2019 года ресурс Law.com сообщил, что старший окружной судья Х. Рассел Холланд, который курировал гражданское дело, дал понять, что позволит Cooley выйти из него.
В феврале 2020 года защита Холмс обратилась в федеральный суд с просьбой снять все обвинения с неё и с Балвани. Этого сделано не было, однако федеральный судья постановил в пользу защиты, что четыре обвинения будут сняты: по одному пункту обвинения в сговоре с целью совершения мошенничества с использованием электронных средств связи и по трём пунктам обвинения в мошенничестве с использованием электронных средств связи. Это были врачи и «неплательщики»; поскольку некоторые анализы крови Theranos оплачивались медицинскими страховыми компаниями, эти пациенты не лишались ни денег, ни имущества; и врачи не были лишены денег. Тем не менее, пациенты, которые либо полностью оплатили, либо внесли доплату за анализ крови, будут считаться возможными жертвами мошенничества. Таким образом, судья сохранил 11 обвинений в мошенничестве с использованием электронных средств для инвесторов и пациентов.
В мае 2020 года прокуратура добавила двенадцатое обвинение в мошенничестве в отношении результатов анализов пациента из Аризоны. В июле 2020 года прокуратура предъявила третье заменяющее обвинительное заключение, в котором было снято двенадцатое обвинение, и остановились на окончательных 11 обвинительных актах: 7 в интересах инвесторов и 4 в интересах пациентов.
В конце августа 2020 года команда юристов Холмс подала новые ходатайства о снятии семи обвинений в мошенничестве, утверждая, что судья Эдвард Давила допустил ошибку в отношении своих обязательств перед инвесторами Theranos. Обвинения сняты не были..
В сентябре 2020 года агентство Bloomberg News сообщило, что Холмс изучает возможность защиту с помощью «психического заболевания» для своего судебного разбирательства по уголовному делу о мошенничестве, когда судья, курирующий это дело, постановил, что государственным прокурорам будет разрешено её допросить Холмс.
В феврале 2021 года прокуратура федерального правительства обвинила Холмс и других руководителей в уничтожении улик в последние дни деятельности Theranos. Адвокат Холмс утверждал, что правительство было виновато в том, что они не смогли сохранить важные доказательства. Конкретные доказательства, о которых идёт речь, касались истории внутренних испытаний компании, включая точность и частоту отказов систем анализа крови Theranos.

## Холмс

### Слушания
Холмс было предъявлено обвинение по двум пунктам в сговоре с целью совершения мошенничества с использованием электронных средств в нарушение 18 USC § 1349 и по девяти эпизодам мошенничества с использованием электронных средств в нарушение 18 USC §1343. Дело было возбуждено прокурором США в Северном округе Калифорнии, а Холмс защищала судебная фирма Williams &amp; Connolly, занимающаяся судебными разбирательствами по уголовным делам. Дело началось 31 августа 2021 года после того, как оно было отложено более чем на год из-за пандемии COVID-19 и беременности Холмс. Было выбрано жюри из жителей Северной Калифорнии, в которое вошли восемь мужчин и четыре женщины. Во время рассмотрения дела были заменены двое присяжных: один за игру в судоку, а другая из-за её буддийской веры.
Были вызваны десятки свидетелей, в том числе Джеймс Мэттис. Обсуждались и другие известные инвесторы и/или члены совета директоров, в том числе Бетси Девос, Руперт Мёрдок, Ларри Эллисон, Джордж Шульц и Генри Киссинджер. Среди других свидетелей бывшие сотрудники, в том числе директор лаборатории, который сказал: «Я нашёл эти инструменты непригодными для клинического использования». Эрика Чунг, бывшая сотрудница Theranos, сказала, что очень обеспокоена точностью технологии.
Были представлены доказательства роли Холмс в поддельных демонстрациях продуктов, фальсифицированных отчётах о проверке, вводящих в заблуждение утверждениях о контрактах и завышенных финансовых показателях. Были аудио- и видеодоказательства того, что Холмс делала завышенные или вводящие в заблуждение заявления о Theranos. Были предъявлены поддельные документы, в которых говорилось, что Pfizer и Schering-Plough утвердили технологию анализа крови компании. Холмс призналась, что лично манипулировал этими документами.
Холмс оборонялась в течение семи дней. Она либо перекладывала вину на других, либо признавала её в некоторых случаях. Она убедила присяжных в том, что верит в будущее Theranos, заявив, что не является преступлением оптимистично относиться к возможностям технологии, в отношении которой она сама была введена в заблуждение собственными опытными сотрудниками. Холмс показала, что её изнасиловали, когда она была студенткой Стэнфорда, и что после инцидента она искала утешения у Балвани. Она также сказала, что Балвани стремился контролировать её во время их романтических отношений, которые всё ещё продолжались, когда имели место предполагаемые преступные действия, и временами ругал её и подвергал её сексуальному насилию. Однако она также показала, что Балвани не заставлял её делать ложные заявления инвесторам, деловым партнёрам, журналистам и директорам компаний, которые были описаны в деле.
Прокуратура утверждала, что её вина переросла в мошенничество, когда она солгала о точности, типах и количестве тестов, которые могут проводить устройства Theranos. «На стольких развилках дороги она выбрала нечестный путь», — сказал адвокат во время заключительных прений.

### Вердикт
3 января 2022 года Холмс была признана виновной по четырём пунктам обвинения в мошенничестве с инвесторами. – по трём пунктам обвинения в мошенничестве с использованием электронных средств связи и по одному пункту обвинения в сговоре с целью совершения мошенничества с использованием электронных средств связи. Её признали невиновной по четырём пунктам обвинения в мошенничестве с пациентами. – по трём пунктам обвинения в мошенничестве с использованием электронных средств связи и по одному пункту обвинения в сговоре с целью совершения мошенничества с использованием электронных средств связи. Присяжные вынесли «отрицательный вердикт» по трЁм пунктам обвинения в мошенничестве с инвесторами. – судья объявил неправильное судебное разбирательство по этим пунктам, поскольку присяжные не пришли к единогласному мнению по вердикту, а правительство по своему усмотрению отказалось от повторного судебного разбирательства. Это контрастировало с приговором Балвани, который был признан виновным по всем пунктам обвинения.

### Приговор
Холмс ждала вынесения приговора, оставаясь на свободе под залогом в размере 500 000 долларов, под залог имущества. Ей грозило максимальное наказание в виде двадцати лет тюремного заключения и штрафа в размере 250 000 долларов плюс реституция за каждый пункт обвинения в мошенничестве с использованием электронных средств и каждый пункт обвинения в заговоре. Прокуратура требовала 15 лет тюремного заключения, трёхлетнего нахождения под надзором и реституции в размере 800 миллионов долларов.
12 января судья назначил вынесение приговора на 26 сентября 2022 года, то есть после завершения судебного процесса над Балвани; результаты этого судебного разбирательства могли повлиять на итоговое решение. В июле вынесение приговора было перенесено на 17 октября без объяснения причин задержки. За несколько дней до переноса графика Холмс попросила судью оправдать её, потому что «ни один разумный присяжный не мог признать» её виновной вне всяких разумных сомнений, утверждала она. 6 сентября 2022 года Холмс потребовала нового судебного разбирательства из-за новых доказательств. Судья отклонил новое судебное разбирательство, заявив, что новых доказательств недостаточно, чтобы повлиять на результат.
18 ноября 2022 года Холмс была приговорён к 11,25 годам (135 месяцам) тюремного заключения и приказу сдаться властям не позднее 27 апреля 2023 года. Приговор включал штраф в размере 400 долларов или 100 долларов за каждый пункт обвинения в мошенничестве и трёхлетнее нахождение под надзором после отбытия тюремного срока.

### Реакция жюри
После приговора некоторые члены присяжных публично высказались по делу. Присяжный заседатель Уэйн Каатц сказал: «Трудно осудить кого-то, особенно кого-то такого симпатичного, с такой позитивным мечтой. [Мы] уважали веру Элизабет в свои технологии, в свою мечту. [Мы подумали]: «Она всё ещё верит в это, и мы всё ещё верим, что она в это верит». Каатц сказал, что присяжные сочли семидневные показания Холмс «недостоверными». Он сказал, что присяжные оценили показания каждого свидетеля по шкале от одного до четырёх, где "единица" - является "наименее достоверным". Холмс получила "двойку". Каатц сказал, что, хотя присяжные быстро пришли к выводу, что она виновна в мошенничестве с инвесторами, они не были убеждены, что она обманывала пациентов, поскольку они были «на один шаг дальше» от генерального директора.

### Важность дела
Согласно The New York Times, этот случай «стал символом ловушек культуры Силиконовой долины, состоящей из суеты, шумихи и жадности». Оно может послужить предупреждением для других стартапов Силиконовой долины, которые притворяются, чтобы получить финансирование. Холмс «была бы самой известной женщиной-руководителем, получившей срок после Марты Стюарт в 2004 году за ложь следователям о продаже акций».

## Балвани

### Слушания
Отбор жюри начался 9 марта. Ожидалось, что вступительные прения начнутся 15 марта, но они были отложены, когда судья отложил разбирательство из-за заражения COVID-19 у одного из присутствующих в зале суда. Балвани было предъявлено обвинение по двум пунктам обвинения в сговоре с целью совершения мошенничества с использованием электронных средств в нарушение 18 USC § 1349 и по десяти обвинениям в мошенничестве с использованием электронных средств в нарушение 18 USC §1343. Дело расследуется прокурором Соединённых Штатов в Северном округе Калифорнии .
Во время вступительных прений команда юристов Балвани утверждала, что он был всего лишь инвестором, однако обвинение представило текст письма Балвани в адрес Элизабет Холмс, в котором он сказал: «Я несу ответственность за все в Theranos», что противоречит его более раннему утверждению. Правительство вызвало 24 свидетеля, а защита Балвани - 2; Сам Балвани не давал показаний. Прокуратура утверждала, что Балвани несёт ответственность за высокие финансовые прогнозы, на которые полагались инвесторы. Например, Балвани сказал инвесторам, что к 2015 году Theranos получит доход в размере 1 миллиарда долларов в результате сделки с Walgreens. Прокуратура заявила, что Балвани фактически «обманул» Walgreens в деловых отношениях, потому что это было полезно для вербовки других инвесторов, «карточного домика»; Walgreens прекратила отношения с Theranos в 2016 году. Прокуроры пытались показать, что Балвани знал о проблемах в технологиях и бизнесе Theranos, обманывая инвесторов и пациентов. Защита Балвани утверждала, что он «действовал добросовестно, чтобы сделать анализ крови более доступным, удобным и доступным для всех» и не участвовал в мошенничестве.

### Вердикт
7 июля 2022 года присяжные вынесли обвинительный приговор по всем 12 пунктам. В него входят два пункта обвинения в сговоре с Холмс, шесть пунктов обвинения в мошенничестве с инвесторами и четыре пункта обвинения в "терпеливом" мошенничестве. Это контрастировало с приговором Холмс, который был неоднозначным.

### Приговор
Балвани грозит до 20 лет тюрьмы и миллионы долларов в качестве компенсации. В настоящее время он ожидает вынесения приговора, который ожидается в декабре 2022 года.